# اسفندیار بداغی
اسفندیار بداغی (۱۳۱۳ در بیرجند) متخصص طب اطفال و پدر نفرولوژی کودکان ایران است.

## زندگی‌نامه
اسفندیاربداغی فرزند احمد علی بداغی در روز سیزدهم اسفند ۱۳۱۳ خورشیدی در شهر بیرجند به دنیا آمد. سال‌های نخست زندگی وی درنقاط مرزی وشهرهای استان‌های خراسان، سیستان و بلوچستان سرانجام شیراز به تندی گذشتند. درهفت سالگی در فردوس به دبستان رفت.
سال‌های بعدی ابتدایی ودبیرستان را در بیرجند، زابل و زاهدان، رضائیه، تبریز وسرانجام تهران گذراند.
بیماری استئومیلیت که در سال نخست دبستان به آن گرفتارشدتاچهارده سالگی همه ساله یک یاچندبارحالت حادبه خود می‌گرفت واوراچندروزتاچند ماه به ویژه میان ماه اسفندتااردیبهشت دربسترنگاه می‌داشت.
وی به ادبیات فارسی بسیار گرایش داشت ولی پدرومادرش هردوبه حرفه پزشکی اشتیاق وافری نشان می‌دادند.
باگذراندن آزمون دشوارسال پنجم دبیرستان به هنگام وزارت فرهنگ مهدی آذر، سال ششم به نحودرخشان وپذیرش درکنکورپزشکی دانشگاه تهران درزمره نفرات نخستین در سال ۱۳۳۳ برپایه حس احترام نسبت به نظرات پدرومادر، موجب نام‌نویسی دررشته پزشکی وی گردید.
در سال چهارم پزشکی باسفارش وپیگیری عمویش (حسن بداغی) توانست در بیمارستان راه آهن دولتی ان زمان به عنوان کارورزبه کاربپردازد.
در آشنایی با محمد قریب در دوران کارورزی، جاذبه رفتاروطرزتفکرایشان همراه بااشتیاقی که برای نجات نوزادان وکودکان بیماردرخود می‌یافت موجب صرف وقت و فعالیت بیشتری در آن جاوجلب نظرو اعتمادایشان شد.
باگذراندن دوران شش ساله پزشکی، پس ازآغازخدمت دستیاری نزد محمد قریب، هفته‌ای دوبارکشیک شبانه‌روزی بدون دریافت حقوق داشت، البته در آن زمان خدمت دربیمارستان راه‌آهن رانیزادامه داد.
پس ازپایان دوره دوساله دستیاری به تشویق دکتر قریب به خدمت دربیمارستان کودکان  شهرآزاد  واقع درخیابان سپه پرداخت.
همان زمان وزارت بهداری بورسیه‌های را از طرف سازمان بهداشت جهانی درزمینه پیشگیری ودرمان بیماری‌هااعلام نمود پس درآزمون مربوط شرکت کردوپذیرفته شد.

## بورسیه خارج
در سال ۱۳۴۳ پس از یک سال خدمت دربخش کودکان، زمینه استفاده ازبورس فرانسه به تشویق محمد قریب برایش فراهم گردید.
درپاریس در بیمارستان Enfents Malades در کلینیک پروفسور روبرت دوباره به کارمشغول شد.
به زودی بنا به توصیه استادش که سفارش به فراگیری در یکی ازشاخه‌های طب اطفال مانند کلیه نموده بودند خودرابه بخش پروفسور پی یر روایه نزدیک وکوشش دربه عهده گرفتن پروژه‌ای دربیماران کلیوی بخش ایشان نمود.
دوران مطالعه در کشور فرانسه برایش بسیارجالب واموزنده بود.
ازساعات اولیه صبح تاپاسی ازشب دربخش وآزمایشگاه به مطالعه وپیگیری بیماران می‌پرداخت.
بسیاری ازوقتهاکلیدآزمایشگاه آسیب‌شناسی کلیه «رنه حبیب» را پیش از نیمه شب در اختیار نگهبان بیمارستان می‌گذاشت.

## ازدواج
چون مصمم به زندگی وادامه کاردرایران بودفرصتهای ماندن در فرانسه را پشت سر نهاد و با مشورت باخانواده و محمد قریب از دوشیزه پریدخت صوفی آبادی که پس ازدوره کار آموزی، مددکار اجتماعی بخش ایشان بودودرکشورانگلیس دوره Medical social Work را به عنوان نخستین ایرانی دیده بود، اسفندیار بداغی در پاریس درمسجدمسلمانان ازدواج نمود.
نخستین پسرایشان به نام بهرام سال بعد در آن جا دیده به جهان گشود.

## پایان‌نامه
پایان‌نامه خود را تحت عنوان Syndromes Nephrotiqus a levolution lethale تهیه کرد؛ ۲۵۰ کودک بیمار بستری در بخش پروفسور پیر روایه به مدت ۱۵ سال بیوپسی و مورد بررسی قرا گرفته بودندو ۲۱ مورد از دست رفته را با آسیب‌شناسی نوین پیش و پس از مرگ مورد مطالعه قرار داد و ان را به تصویب استادان مربوطه و دانشگاه پاریس رساند.

## بازگشت به ایران
در پاییز ۱۳۴۵ به ایران بازگشت و به توصیه محمد قریب در بخش کودکان بیمارستان  سازمان خیریه کمک (۳) زیرنظر مرتضی مشایخی اداره می‌شد مشغول کارشد.
دانشگاه تهران که اورااز خدمت معلق کرده بود دوباره به کار بازگردانید در خدمت به بیماران به اتفاق مشایخی روزهای پرتلاشی راگذرانید.
از آن زمان نخستین موارد دیالیز را آغاز کرد، نخستین بیوپسی هاوتشخیصهایی که پیش ازان مشاهده یاگزارش نشده بودند مانند سندروم همولیتیک - اورمیک، بیماری‌های موروثی کلیه، آنوری به واسطه سنگ، در رشته نفرولوژی " پدیاتریک  " شناسایی و چاره جویی شدند.
در سال ۱۳۴۷ با افتتاح مرکزطبی کودکان به همت وپشتکار حسن اهری، به اتفاق محمد قریب و رضا معظمی و اسفندیار بداغی به ان مرکز منتقل شدوهمکاران دیگرش مانند غلامرضا خاتمی، احمد سیادتی و ابوالحسن فرهودی نیز مشاوران مرکزشدند. حسن اهری شیوه مدیریت نوین وخاصی رادنبال می‌کردو به زودی ان مرکز در کشور نمونه شد. در سال ۱۳۴۹ بالاخره پرونده دانشیاری اسفندیار بداغی (با سه سال تأخیر نسبت به همکارانی که در کنکور پذیرفته شده بودند) از گروه بیماری‌های کودکان به هیئت ممیزیه رفت و مورد تصویب قرار گرفت. در سال ۱۳۴۹ به رتبه دانشیاری ارتقاء یافت.
حل مسایل آسیب‌شناسی کلیوی راکه از سال ۱۳۴۷ درآزمایشگاه مرکزتحقیقات سرطان  تاج پهلوی سابق آغاز کرده بود. در آن مرکز حضور و مدیریت آزادمنشانه محمود ضیاء شمسا و مطالعات ارزنده بهرام پارسا در زمینه میکروسکوپ الکترونیک موجب پیشرفت آشکار کار آن‌ها شد.
در سال ۱۳۴۹ بعد از درگذشت حسن اهری، شخص قریب کار مدیریت مرکزراپذیرفت.
به این ترتیب برای رشته‌های مختلف تعدادی تخت مستقل به بیماران کلیوی اختصاص داده شد و به تدریج واحد یا بخش کلیه به وجود آمد.
با بنای طبقه بالای ضلع شمالی بیمارستان، آزمایشگاه‌های نفرولوژی و اندوکریتولوژی ایجادوآغاز به فعالیت نمودند.
به این ترتیب توانست کارهای آسیب‌شناسی و برخی پژوهش‌های مربوط به این رشته رادرآنجاآغازنماید.
در سال ۱۳۵۴ با گذرانیدن یک دوره آموزشی شش هفته‌ای در پاریس به یاری میشلین لوی استفاده از روش ایمونوفلوئورسانس را فراگرفت. پس ازمراجعت به ایران واخذ بودجه از محل اعتبارات پژوهش‌های وزارت آموزش عالی؛ برای نخستین بار در ایران آغاز به بررسی آسیب با این روش نمود.

## فعالیت‌های از سال ۱۳۵۸ تا ۱۳۶۴
- به سبب شیوع بیماری‌های سخت نزد کودکان کشور و مرگ و میر زیاد، با همفکری و همراهی عده‌ای از همکاران و دوستان تصمیم به مسافرت به نقات دور افتاده محروم کشور گرفت. سیستان و بلوچستان نخستین گام بود. سوء تغزیه شدید عدم دسترسی مردمان ان منطقه به وسائل اولیه بهداشتی درمانی و حتی خوراک و اب آشامیدنی موجب گردید که گروه‌های همکار دیگری برای مدتی ان وظیفه را انجام بدهند با نظر رهبر انقلاب نام این حرکت "جهاد سازندگی " گزاشته شد و مرکز آن نیز در خیابان پاستور تهران قرار داشت. اسفندیار بداغی از دکتر مصطفی خالصی خواست مسئولیت پزشکی جهاد سازندگی را به‌طور دائم عهده‌دار شود.